# Ivorsi
Ivorsi és un curtmetratge espanyol dirigit el 1993 per Josep Maria Canyameras, i que fou protagonitzat per Imanol Arias, Abel Folk i Elisenda Bautista. Fou candidata al Goya al millor curtmetratge de ficció, però fou derrotada per Perturbado de Santiago Segura. També va participar al Festival de Cinema de Trento de 1993.

## Argument
Mark és un pintor d'art contemporani que s'ha establert a Nova York. Invesetiga uns fantasies oníriques que pateix i que el traslladen al Pirineu català en el segle xii, en el moment en què neix l'art romànic, i acaba pintant un fresc a la seva habitació. Finalment acaba marxant al Pirineu a la recerca de l'església que ha vist en somnis.

## Protagonistes
- Imanol Arias
- Abel Folk
- Elisenda Bautista
- Blanca Martínez